# Norbert Kuczyński
Norbert Kuczyński es un deportista polaco que compite en piragüismo en la modalidad de aguas tranquilas. Ganó dos medallas en el Campeonato Europeo de Piragüismo, plata en 2017 y bronce en 2016, ambas en la prueba de K4 1000 m.

## Palmarés internacional
| Campeonato Europeo | Campeonato Europeo | Campeonato Europeo | Campeonato Europeo |
| Año                | Lugar              | Medalla            | Competición        |
| ------------------ | ------------------ | ------------------ | ------------------ |
| 2016               | Moscú (Rusia)      | Medalla de bronce  | K4 1000 m          |
| 2017               | Plovdiv (Bulgaria) | Medalla de plata   | K4 1000 m          |